# Калвицано
Калвицано (итал. Calvizzano) је насеље у Италији у округу Напуљ, региону Кампанија.
Према процени из 2011. у насељу је живело 11194 становника. Насеље се налази на надморској висини од 134 м.

## Становништво
| 1931. | 1936. | 1951. | 1961. | 1971. | 1981. | 1991.  | 2001.  | 2011.  |
| ----- | ----- | ----- | ----- | ----- | ----- | ------ | ------ | ------ |
| 3.489 | 3.588 | 4.593 | 5.393 | 5.361 | 6.181 | 10.122 | 12.133 | 12.537 |